# Люблю его (пісня)
«Люблю его»  — пісня української співачки Тіни Кароль з   студійного альбому «Полюс притяжения». Як  сингл випущений в 2007 році.

## Опис
Пісня "Люблю его" - стала  синглом альбому «Полюс притяжения» Тіни Кароль. Автор пісні -  Татяна Міронова.  Записувала її в Лондоні на знаменитій студії "Метрофоник

## Відеокліп
Режисером кліпу виступив Алан Бадоєв
Місцем для зйомок масштабного відео були вибрані мальовничі місця в 100 кілометрах від Києва, в Житомирській області. Знімальна група виїхала туди на два дні. Цього разу в кліпі не буде павільйонних зйомок - все тільки на натурі. Декорацією служили - кар'єр, тихе озеро і ліс. Знімали в чотири зміни, практично без перерви. Це були одні з наймасштабніших зйомок в Україні за останній час. Режисер Алан Бадоев використав в роботі новітні досягнення в області кінотехніки і технологій. Це дало можливість здійснити не лише наземні, але підводні і повітряні

У своїй новій відео роботі Тіна Кароль з'являється в образі закоханої дівчини, яка йде до своєї любові в гармонії з усіма стихіями природи : землею, водою, вогнем і повітрям.
"Я підкорюю світ ніжністю, щирістю, піснею, - говорить Тіна Кароль. - І жодна стихія не може встояти перед силою цієї любові."

## Текст
"Люблю его" - простое слово, совсем не ново,
И всё-же, я снова повторю его.
"Люблю его", как первое чувство - немножечко грустно,
Но всё-же, я снова повторю его.

## Список композицій
| Цифрове завантаження, стримінг | Цифрове завантаження, стримінг | Цифрове завантаження, стримінг | Цифрове завантаження, стримінг | Цифрове завантаження, стримінг |
| #                              | Назва                          | Автор слів                     | Автор музики                   | Тривалість                     |
| ------------------------------ | ------------------------------ | ------------------------------ | ------------------------------ | ------------------------------ |
| 1.                             | «Люблю его»                    | Татяна Міронова                | Татяна Міронова                | 3:48                           |

## Live виконання
2011 р. "Люблю его" - перший сольний концерт в Києві 
2011 р. "Люблю его" - живий концерт на М1
2015 р. "Люблю его" - музична вистава "Я все еще люблю" 